# San Miguelito (distrito)

Localização do distrito de San Miguelito.

San Miguelito é um distrito da província de Panamá, Panamá. Possui uma área de 50km² e uma população de 515.019 habitantes (censo 2016), perfazendo uma densidade demográfica de 5.874,90 hab./km². San Miguelito é um distrito especial sem capital.